# Cincinnata konduensis
Cincinnata konduensis är en skalbaggsart som beskrevs av Stefan von Breuning 1935. Cincinnata konduensis ingår i släktet Cincinnata och familjen långhorningar. Inga underarter finns listade i Catalogue of Life.